# Cylindera oesterlei
Cylindera oesterlei is een keversoort uit de familie van de loopkevers (Carabidae). De wetenschappelijke naam van de soort is voor het eerst geldig gepubliceerd in 2004 door Sawada & Wiesner.